# 세계일보 (일본)
세계일보(일본어: 世界日報 세카이닛포[*])는 일본의 세계일보사에 의해 발행되는 1975년에 창간한 신문이다. 일간지는 간토 지방의 일부 및 오키나와현의 일부를 배포지역으로 하고 있으며, 그 밖에 일본 전국을 위한 주간지인 Sunday 세계일보가 있다. 대한민국의 신흥 종교인 세계평화통일가정연합 및 정치단체 국제승공연합의 창설자인 문선명이 창간에 관여했다. 통일교 간부이자 세계일보 편집장이었던 소에지마 요시카즈가 통일교회를 배신한 것으로 간주되어 습격당한 후, 보다 통일교 색이 강한 신문이 되었다.

## 역사
문선명의 지시에 따라 통일교와 국제승공연합이 출자하여 일반지를 목표로 1975년 1월 1일에 설립되었다. 본사 및 편집국은 도쿄도 시부야구 우다가와초에 두었다.
그러나 당초 목표였던 일반 일간지와는 거리가 멀고 통일교의 기관지 이상이 되지 않았다. 적어도 1983년까지는 세계일보의 사원은 전원이 통일교회의 회원이며, 항상 적자경영이었기 때문에 부족분은 통일교가 보전했다. 또한 통일협회와 관계가 깊은 사람 이외에는 기고자는 없었다. 1983년 전후에는 세계평화교수협의회의 마츠시타 마사토시, 후쿠다 노부유키 , 이리에 츠카, 국제승공연합고문의 히로타 요지, 히로츠 쿄스케에 기고를 의존한다는 상태가 계속되었다.
1982년 10월, 경영 재건을 위해 통일교 회원이었던 소에지마 요시카즈와 이노우에 히로아키가 세계일보사에 보내져 설립시 본래의 목적이었던 일반 일간지를 목표로 그들은 지면 제작의 쇄신·판매점의 확충·200여명의 인원 정리·매상금의 회수·경영의 합리화·사원의 비종교화를 실시했지만, 그것이 통일교와 국제승공연합의 강한 반발을 샀다. 그 결과, 소에지마와 이노우에를 세계일보사로부터 추방하기 위해, 1983년 10월 1일, 국제승공연합의 약 100명이 세계일보본사를 점거하는 폭력사건까지 발전 했다. 이 사건은 문선명의 지시에 의한 것으로, 거기에 충실히 따라 폭력사건을 이끌었던 것이 국제승공연합이사장(당시)의 카지쿠리 겐타로다. 소에지마·이노우에 2명이 세계일보사로부터 추방된 후, 세계일보사의 임원은 통일교와 국제승공연합의 임원이 독점, 사장에게는 폭력사건의 실행자였던 카지쿠리가 취임, 결국 원래의 통일협회의 기관지·국제승공연합의 선전지로 돌아왔다.

## 자매지
- 세계일보 (한국)
- 워싱턴 타임스
- 네팔 리퍼블릭 미디어 (네팔)

## 같이 보기
- 세계일보 (한국)
- 워싱턴 타임스
- 세계평화통일가정연합
- 문선명

### 내용주
1. ↑  오키나와섬에서는 자사의 신문을 포함한 도쿄 본사가 발행한 전국지, 지방지를 많이 공수하여 주로 오후 이후에 판매, 배달되고 있기 때문에

### 참조주
1. ↑  “創始者 文鮮明総裁・韓鶴子総裁｜家庭連合とは｜世界平和統一家庭連合”. 《世界平和統一家庭連合 公式サイト》 (일본어). 2017년 7월 21일. 2022년 7월 23일에 확인함.
2. ↑  樋田『記者襲撃』
3. 1 2  副島嘉和; 井上博明 (1984). “これが「統一教会」の秘部だ 世界日報事件で"追放"された側の告発”. 《文藝春秋》 (7): 134.
4. ↑  副島・井上「これが「統一協会」の秘部だ」pp.134-135.
5. 1 2 3  副島・井上「これが「統一協会」の秘部だ」p.135.
6. 1 2  副島・井上「これが「統一協会」の秘部だ」p.136.